# Canasta de monedas

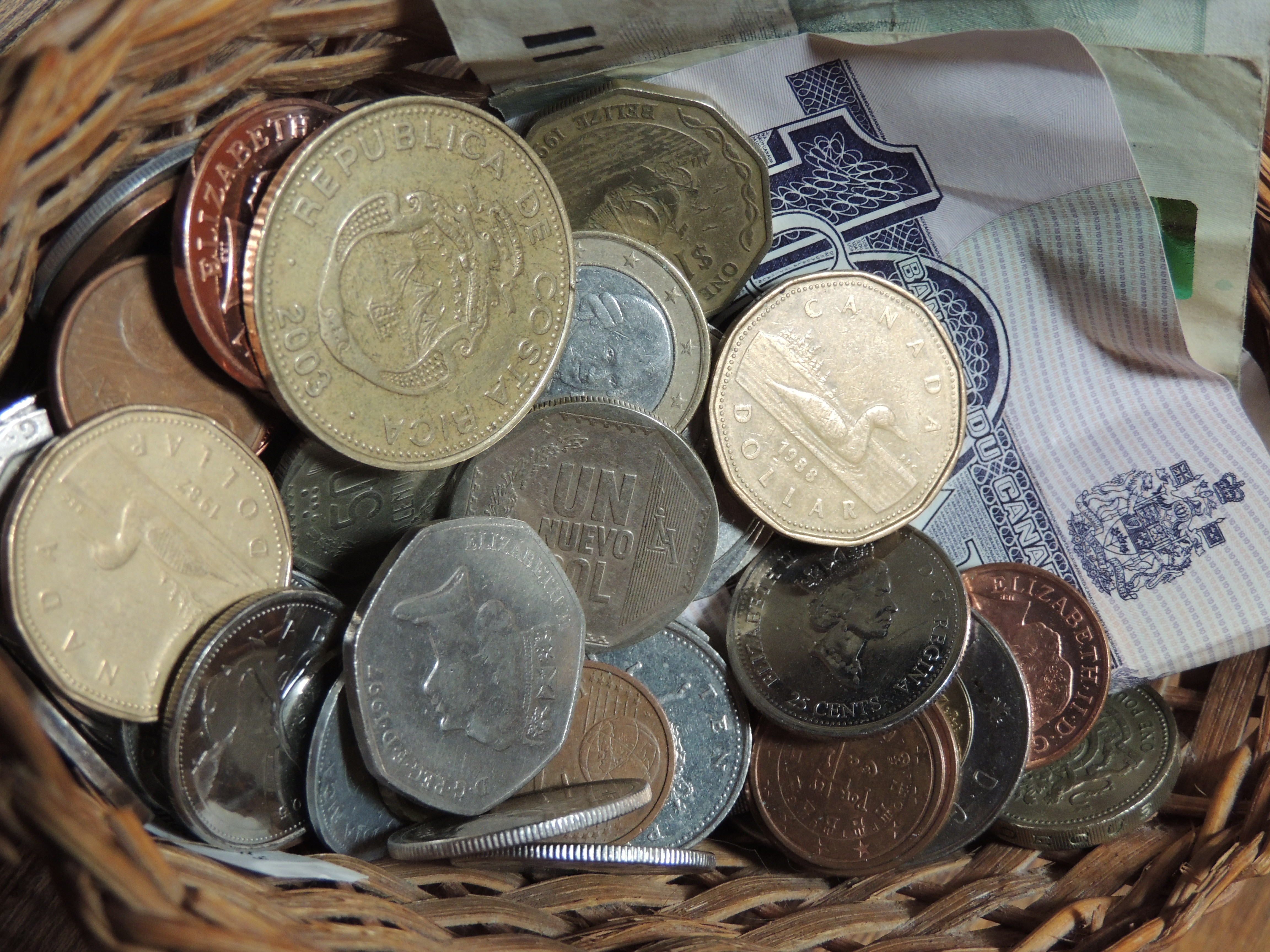
Canasta de monedas de diferentes países

La canasta de monedas es un conjunto de divisas de diferentes países, que ponderadas, sirven para fijar el valor de una determinada moneda.
Se denomina canasta o cesta de monedas a un conjunto de divisas que combinadas en ciertas proporciones y que se utilizan como referencia o ancla para fijar la cotización de otra moneda. Este sistema se encuadra dentro de los sistemas de cambio fijo, como una variante de la convertibilidad clásica, con la ventaja de que se gana una ligera flexibilidad cambiaria, sin perder estabilidad, respecto a la convertibilidad. Con este sistema se evitan los efectos negativos de los cambios bruscos que se puedan producir en una sola moneda de referencia. Actualmente dicha cesta está integrada por 4 grandes monedas : por el Dólar estadounidense., el Euro, la Libra esterlina y el Yen. 
La canasta puede armarse según varios criterios diferentes, siendo el más lógico establecer una proporción de monedas de acuerdo a la relación con el comercio exterior, por ejemplo si el 40% del comercio se realiza en la eurozona es lógico que un 40% de la canasta sea formado por la cotización diaria del euro.
Básicamente el sistema de canasta de moneda congela la situación en un determinado momento, y luego la relación varía de acuerdo a la flotación proporcional de las monedas que componen la canasta.

## Casos reales
En Argentina se quiso establecer este sistema, con la reforma de su Ley de Convertibilidad en 2001, con una canasta integrada por el dólar estadounidense y el euro, pero nunca se llegó a implementar en la práctica.
Actualmente, China es uno de los países que implementa este sistema. El valor de su moneda, el yuan, está compuesto por el yen, el dólar estadounidense, el euro y el won surcoreano; si bien no se ha informado con precisión el peso específico de cada una de estas monedas en el valor del yuan.